# Coleomegilla maculata
Coleomegilla maculata is een keversoort uit de familie lieveheersbeestjes (Coccinellidae). De wetenschappelijke naam van de soort is voor het eerst geldig gepubliceerd in 1775 door Charles De Geer.